# 稲石三二
稲石 三二（いないし みつじ、1930年2月10日 - 2008年4月8日）は、日本の体育科教員、ハンドボール指導者。
愛知県豊橋市に生まれ、日本体育専門学校（現日本体育大学）を卒業。1950年から名古屋市立桜台高等学校教諭および同校ハンドボール部監督を務め、全国高等学校総合体育大会ハンドボール競技大会（インターハイ）に5連覇を含む9回優勝、国民体育大会で3連覇2度を含む9回優勝など、数多くの実績を残し選手を育てた。
高校教諭退職後、名古屋文理短期大学、名古屋文理大学の教員として体育学の研究およびハンドボール部指導を行った。 
現在にいたるまで、愛知県がハンドボール王国と言われるほどハンドボールが盛んな理由は、稲石による普及活動に加え、稲石の教え子たちが後に高校教諭等になってハンドボール指導にあたったためである

。

## テレビ番組での紹介
名古屋テレビ放送（メ〜テレ）の番組『名古屋ほじくりバラエティ「ザキロバケイコ」』2015年6月27日放送（東海地方ローカル）の「東海3県のデータをほじくろう」のコーナーにて、稲石の功績を紹介するクイズが出題された。解説VTRでは、現在の桜台高校ハンドボール部の様子に加えて、稲石の若き日と後年の写真を交えて稲石ハンドボール指導の影響が紹介された。